# Widi (ort i Burkina Faso)
Widi är en ort i Burkina Faso.   Den ligger i regionen Centre-Sud, i den centrala delen av landet, 50 km söder om huvudstaden Ouagadougou. Widi ligger 331 meter över havet och antalet invånare är 915.
Terrängen runt Widi är platt. Närmaste större samhälle är Bonogo, 14,8 km norr om Widi.
Omgivningarna runt Widi är en mosaik av jordbruksmark och naturlig växtlighet. Runt Widi är det ganska tätbefolkat, med 62 invånare per kvadratkilometer.